# Karlbergsvägen 16
Karlbergsvägen 16 samt Upplandsgatan 52 är en byggnad med bostäder vid Karlbergsvägen och Upplandsgatan i Vasastaden i Stockholm, vilken ritades av arkitekt Dorph & Höög. Byggherre och byggmästare var C.E. Andersson.

## Om fastigheten
Fastigheten ligger i kvarteret Kejsarkronan och har beteckningen Kejsarkronan 6. Byggnaden uppfördes under åren 1902–1905. Den omfattar adresserna Karlbergsvägen 16 samt Upplandsgatan 52.  1975 utvärderades byggnaden av Stadsmuseet i Stockholm som då klassade byggnaden som grön, vilket betyder att det är en byggnad med ett högt kulturhistoriskt värde och betyder att bebyggelsen är särskilt värdefull från historisk, kulturhistorisk, miljömässig eller konstnärlig synpunkt..
Byggnaden består av en femvånings hörnfasadhusdel med huvudfasader mot Karlbergsvägen och Upplandsgatan. Byggnaden kan bäst beskrivas som en jugendfasad där fasaden är putsad och avfärgad i en ljus ockrafärgad kulör, med bandrusticeringar i puts på bottenvåningen och del av burspråken. Burspråken vilar på skulpterade konsoler, portalerna är omslutna av huggen sten med skulpterade dekorelement. All sten är huggen yxhultskalksten från Närke.
Entréerna ligger över två plan, där själva trappans plansteg, sättsteg, golvsockel samt bröstning är av vit marmor. Portarna är ursprungliga träportar, som är skulpterade och glasade. Taken har rik stuckdekor och på väggarna sitter fristående ledstänger i mässing. Vid uppförandet innehöll fastigheten lägenheter om 3, 5 samt 6 rum och kök. Vinden har under sent 1900-tal konverterats till lägenheter.

## Verksamheter i huset

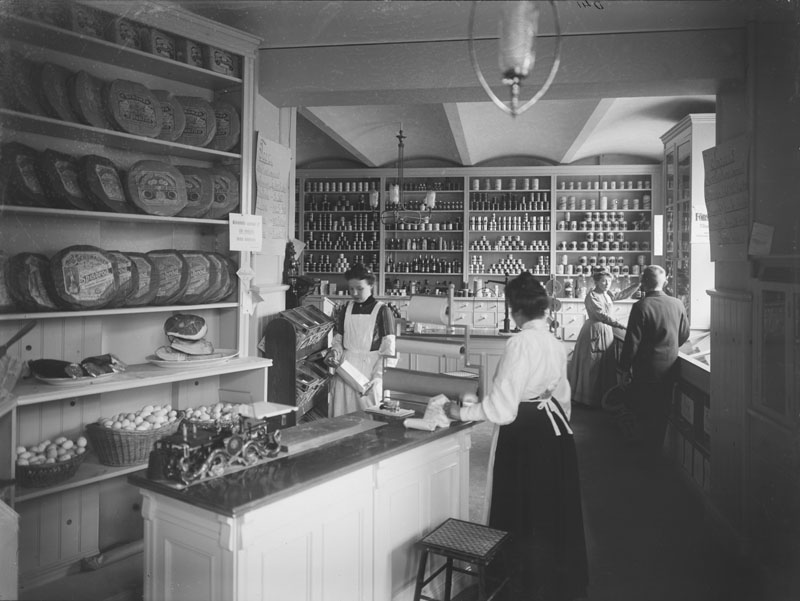
Interiör från Svenska Hems butik på Karlbergsvägen 16, foto från 1906.

Konsumentföreningen Svenska Hem öppnade i september 1906 i hörnlokalen här sin andra butik. Inredningen gick i vitt och grönt. Butiken hade två olika avdelningar, en för viktualier och en för specerier.